# Награда Милован Видаковић
Награда Милован Видаковић је међународна књижевна награда која се додељује у оквиру међународног фестивала прозног стваралаштва Прозефест у Новом Саду од 2008.

## О Награди
Награда је први пут додељена у оквиру другог издања фестивала Прозефест, у организацији Културног центра Новог Сада, под покровитељством Скупштине града Новог Сада и Министарства културе Републике Србије. Награда се додељује за укупно прозно стваралаштво. Награда се састоји од повеље и новчаног износа. Организациони одбор је уједно и жири за доделу награде.

## Добитници
- 2008 — Алберто Мангел (Француска)
- 2009 — Ђерђ Конрад (Мађарска)
- 2010 — Клаудио Магрис (Италија)
- 2011 — Давид Гросман (Израел)
- 2012 — Слободан Тишма (Србија)
- 2013 — Давид Албахари (Србија)
- 2014 — Милисав Савић (Србија)
- 2015 — Јевгениј Водолазкин (Русија)
- 2016 — Гиљермо Мартинез (Аргентина)
- 2017 — Петер Хандке (Немачка)
- 2018 — Миљенко Јерговић (Хрватска)
- 2019 — Виктор Јерофејев (Русија)
- 2020 — Јовица Аћин (Србија)
- 2021 — Драго Јанчар (Словенија)
- 2022 — Ласло Краснахоркаи (Мађарска)
- 2023 — Ерик Вијар (Француска)[2]

#### Специјална наградаМилован Видаковић
Специјалне награде Милован Видаковић добили су перуански нобеловац Марио Варгас Љоса (2015), који је Награду примио у препуној сали Српског народног позоришта у Новом Саду пред око 1400 посетилаца, као и турски нобеловац Орхан Памук (2016), који је награду примио у препуној Свечаној сали Огранка САНУ у Новом Саду.

## Остало
Постоји истоимена награда за необјављену кратку причу на конкурсу који расписују Српске недељне новине, лист српске националне мањине у Мађарској.